# Jorge Silvestre Andrés
Jorge Silvestre Andrés (Alcoi, 10 de gener de 1921 - 13 de gener de 2008) fou un polític valencià, alcalde d'Alcoi i president de la Diputació d'Alacant durant els darrers anys del franquisme.
Va combatre a la guerra civil espanyola a les files de l'Exèrcit Popular de la República. Després del conflicte es va llicenciar en dret a la Universitat de València i va dedicar-se al món empresarial. Va ser president de Papeleras Reunidas i el 1963 president de la Caixa d'Estalvis i Mont de Pietat d'Alcoi; quan aquesta es va fusionar amb la Caixa d'Estalvis d'Alacant i Múrcia també fou nomenat vicepresident d'aquesta entitat bancària. També fou conseller del Banc d'Espanya i de l'asseguradora La Unión Alcoyana.
De 1967 a 1975 fou president de l'Associació de Sant Jordi, que organitza les festes de Moros i Cristians d'Alcoi. Fou nomenat alcalde d'Alcoi de 1972 a 1975, i durant el seu mandat va impulsar el Casal Sant Jordi i va impulsar la urbanització de la ciutat amb el Palau de Justícia o el Centre de Gormaget. El 1975 deixà l'alcaldia quan fou nomenat president de la Diputació d'Alacant i procurador en Corts. Durant la transició espanyola va abandonar la política.